# Tidsrejsen (julekalender)
 For alternative betydninger, se Tidsrejsen. (Se også artikler, som begynder med Tidsrejsen)
Tidsrejsen er en dansk tv-julekalender, der havde premiere den 1. december 2014 og blev genudsendt i december 2021 på DR1. Julekalenderen er i 24 afsnit, og er skrevet af Poul Berg, og instrueret af Kaspar Munk. Tidsrejsen er optaget i Dragør i 2013.
Julekalenderen blev omskrevet til en roman af hovedforfatteren Poul Berg, og udkom samme år 2014. Den følger manuskriptet til tv-julekalenderen næsten helt trofast men med visse tilføjede detaljer, fx navnet på Sofie og Dixies datter i 2044, der hedder Liv.
Julekalenderen bliver fulgt op af fortsættelsen Tidsrejsen 2 i 2024.

## Handling
Julekalenderen handler om den 13-årige pige Sofie (Bebiane Ivalo Kreutzmann). Hendes største ønske er, at hendes forældre, som blev skilt ved sidste jul, finder sammen igen, så de kan fejre jul som en familie.
Den 1. december giver Sofies farfar hende en ikke helt almindelig kalendergave – en opfindelse kaldet en gyro, som han har brug for hendes hjælp til at færdiggøre, og som ved de rette omstændigheder kan rejse i tiden; en tidsmaskine. Samme dag opsøges Sofie af den nye dreng i klassen, Dixie (Hannibal Harbo Rasmussen). Han virker usædvanligt interesseret i gyroen, ved en masse om Sofie, som han umuligt kan vide, og forfølges desuden af to hemmelige agenter.
En aften, hvor Sofie vil finde ud af, hvem Dixie er, og hvad han vil hende, følger de hemmelige agenter efter hende hen til det skur, hvor Dixie holder til, hvorefter han må flygte. Sofie rejser med ham til 1984, hvor han fortæller hende, at han kommer fra fremtiden, og at de hemmelige agenter er efter ham, fordi det i fremtiden er ulovligt at rejse i tiden.
I 1984 ser Sofie sit snit til at ændre på sine forældres fortid, så de ikke bliver skilt i fremtiden. Det ender dog med at få alvorlige konsekvenser.

## Medvirkende
- Bebiane Ivalo Kreutzmann som Sofie Villadsen
  - Stine Stengade som Agent Sort/Sofie fra fremtiden
- Hannibal Harbo Rasmussen som Dixie

### Sofies familie
- Lars Knutzon som Alfred Villadsen, Sofies farfar
  - Paw Henriksen som Alfred Villadsen i 1984
- Patricia Schumann som Camilla, Sofies mor
  - Amanda Rostgaard Phillipsen som Camilla i 1984
- Rolf Hansen som Henrik Villadsen, Sofies far
  - Arto Louis Eriksen som Henrik i 1984
- Jasper Møller Friis som Birk Villadsen, Sofies lillebror
- Karen-Lise Mynster som Ruth Villadsen, Sofies farmor
  - Signe Skov som Ruth i 1984
- Liv Ingeborg Berg som Liv, Sofie og Dixies datter i 2044
- Signe Vaupel som Anna, Henriks nye kæreste og Soifes papmor
  - Fie London som Anna i 1984
- Susanne Storm som Esther, Sofies mormor som kalder sig selv for Måneskin

### Tempus ansatte
- Kurt Ravn som Agent Grå
- Sigurd Holmen le Dous som Agent Rød
- Jonas Kriegbaum som Agent Brun

### Skolens personale og elever
- Niels-Martin Eriksen som Ragnar, Sofies lærer
  - William Rudbeck Lindhardt som Ragnar i 1984
- Thomas Kirk som Skolebetjent
- Gry Guldager Jensen som Klasselærerinde
- Johanne Bie som Emilie, Sofies klassekammerat
- Lucas Lynggaard Tønnesen som Oliver

### Resterne
- Robin Koch som Robin
- Søren Pilmark som Sølvræven, den mest berygtet tidsrejsende fra 2044
- Robert Reinhold som Guldtand
- Sonny Lahey som Computerstemme
- Lucas Munk Billing som Juletræssælger

## Produktion
Tidsrejsen er skrevet af Poul Berg, og instrueret af Kaspar Munk og baseret på en idé udviklet af Nordisk Film TV A/S via Peter Hansen, Adam Neutzsky-Wulff, Philip LaZebnik og Lars Feilberg. Der er brugt forskellig musik fra 80'erne, når hovedpersonerne rejser tilbage til 1984, blandt andet Dieters Lieders sang Dig og mig og referencer til diskjockeyen Kim Schumacher.
Den er hovedsageligt optaget i Dragør over syv måneder. Julekalenderens titelsang bliver sunget af Caroline Castell.

## Modtagelse
Politiken giver Tidsrejsen 5 ud af 6 hjerter, og skriver at serien er spændende og har en god handling. Politiken mener at det er fint serien ser alvorligt på samtidens kultur med skilsmisse og hvordan børn har det med det. I gennemsnit så 1,02 millioner Tidsrejsen, og den havde en seerandel på 47 %, hvilket gjorde den til den mest succesfulde julekalender i 11 år.
Tidsrejsen modtog kritik for deres fremstilling af Ragnar, som den eneste kristne, som en klam og nedladende type, der vil spænde ben for videnskaben. Kristendommen menes ikke at blive taget alvorligt af DR. Dette mente både Pernille Vigsø Bagge fra SF og Charlotte Dyremose, kirkeordfører i Konservative.

## Priser
| Priser        | År   | Categori             | Modtager                 | Resultat  |
| ------------- | ---- | -------------------- | ------------------------ | --------- |
| Zulu Prisen   | 2015 | Årets skuespiller    | Bebiane Ivalo Kreutzmann | Nomineret |
| Zulu Prisen   | 2015 | Årets tv-serie       | Tidsrejsen               | Nomineret |
| Robert-prisen | 2015 | Årets korte tv-serie | Tidsrejsen               | Vundet    |

## Episoder
| # | Titel                      | Første sendedag   |
| --- | -------------------------- | ----------------- |
| 01 | "Blind Date"               | 1. december 2014  |
| Sofies forældre er skilt, og hendes største ønske er at de skal finde sammen igen, så de kan holde jul ligesom de gjorde sidste år, hvor forældrene ikke var skilt. Af sin farfar får Sofie en gyro, som de skal lave færdig sammen. Gyroen er nemlig en tidsmaskine. Samtidig starter der en en ny dreng i klassen. En dreng ved navn Dixie, som ved alt muligt om Sofie som han umuligt kan vide. |                            |                   |
| 02 | "Hvem er Dixie?"           | 2. december 2014  |
| Sofie opdager at Dixie er i et af hendes videoklip fra sidste jul. Han har aldrig været i det videoklip før, så Sofie vil finde ud af hvad han vil hende. Samtidig skal Sofie beslutte hvor hun og Birk skal holde jul henne. Det gerne inden faren Henrik falder i armene på den nye og søde nabo Anna. |                            |                   |
| 03 | "Kærlighed på formel"      | 3. december 2014  |
| Sofie og Dixie skal lave projekt til skolen, hvor Sofie får den ide at gøre hendes forældre forelskede i hinanden igen. Hun afprøver det på to af sine klassekammerater i skolen, før hun laver forsøget med sine forældre. Det viser sig hurtigt, at der er hemmelige agenter efter Dixie. |                            |                   |
| 04 | "Tiden står stille"        | 4. december 2014  |
| Sofie arbejder på gyroen, og da hun kobler den til et batteri hun har fået af Dixie, får hun pludselig tiden til at stå stille. Dixie er på flugt fra to hemmelige agenter fra fremtiden, som vil have ham med tilbage til fremtiden, for at spærre ham inde på en institution. |                            |                   |
| 05 | "Fanvæg"                   | 5. december 2014  |
| Sofie opdager at Dixie har lavet en opslagstavle med billeder fra hendes liv. Sofie prøver at overbevise alle om at Dixie er skør, da han ved ting om hende, som han ikke kan vide. Dixie placerer derfor opslagstavlen hos hendes fars forældre, så anklagerne retter sig mod Sofie selv. |                            |                   |
| 06 | "Da far var dreng"         | 6. december 2014  |
| Sofie opsøger Dixie, for at finde ud af hvad han vil hende. Han fortæller hende, at han vil have brændstof til gyroen, før den brænder ud. De hemmelige agenter er i hælene på dem, og de er derfor nødt til at stikke af. Sofie indstiller på ATV'en, så Dixie og Sofie rejser tilbage til 1984. |                            |                   |
| 07 | "Sølvræven"                | 7. december 2014  |
| Gyroen er holdt op med at virke, fordi der ikke er mere brændstof. Derfor er Dixie og Sofie strandet i 1984. Dixie er såret, og Sofie tvinger hans historie om hvordan han mødte Sølvræven ud af ham. |                            |                   |
| 08 | "Jeg hedder Sofie, farfar" | 8. december 2014  |
| Sofie og Dixie har brug for hjælp til at få gyroen til at virke, så Sofie kan komme tilbage til 2014. Sofie beslutter sig for at opsøge sin farfar som ung. Han er den eneste der kan hjælpe dem. Undervejs møder Sofie sin 13-årige mor og far, der ikke er blevet kærester endnu. |                            |                   |
| 09 | "Måneskin"                 | 9. december 2014  |
| Sofie og hendes farfar finder ud af, at gyroen mangler et sjældent mineral for at kunne virke. Det er en meteorsten, som Sofies mormor har i en halskæde. Sofie har aldrig mødt sin mormor før, da hun døde før Sofie blev født. Mormoderen kalder sig Måneskin, og hun lægger Sofies horoskop, imens Dixie stjæler meteorstenen, som Sofies mor Camilla har fået af Måneskin. |                            |                   |
| 10 | "Sneboldeffekten"          | 10. december 2014 |
| Sofie kommer til at ændre i sin far Henriks fortid, så han får øje på en anden pige, Anna, end Sofies mor, Camilla. Derfor bliver Sofie og Dixie nødt til at ændre det tilbage, så Henrik og Camilla finder sammen, inden Sofie og Dixie rejser tilbage til 2014. Samtidig hjælper Sofies unge farfar dem med at få gyroen til at virke igen. |                            |                   |
| 11 | "Lucia/Nitroglycerin"      | 11. december 2014 |
| Sofies farfar har fundet ud af at gyroen mangler nitroglycerin, som findes i skolens aflåste fysiklokale. Sofie og Dixie skal stjæle det, mens der er luciaoptog på skolen, hvor Sofies mor skal gå Luciabrud. Sofie forsøger, i håb om at bringe forældrene sammen i 2014, at få sin far til at se optoget i stedet for at gå til optagelse i bandet. Sofies mor bliver glad, da hun ser Sofies far, Henrik, overvære optoget. Samtidig er agenterne kommet på sporet af Sofie og Dixie. |                            |                   |
| 12 | "Har vi hund?"             | 12. december 2014 |
| Sofie og Dixie er undsluppet agenterne i 1984, og er vendt tilbage til 2014. Sofies forældre er ikke skilt mere, hvilket Sofie er glad for. Lige så langsomt går det op for Sofie, at hendes lillebror ikke findes mere. I stedet har de fået en hund som hedder Birk - ligesom Sofies lillebror. Desuden er moderen ikke længere astrolog, men kosmetolog, og faderen arbejder på kontor. Det viser sig, at da Sofie og Dixie besluttede sig for at ændre fortiden, ændrede det også Sofies nutid. |                            |                   |
| 13 | "Askesky"                  | 13. december 2014 |
| Sofies forældre har aldrig fået Sofies lillebror Birk, efter at Sofie og Dixie ændrede på deres fortid. Gyroen er samtidig brudt sammen og skal derfor laves. Sofies forældre overrasker Sofie med en rejse til Gran Canaria i to uger, hvilket Sofie mildest talt ikke er tilfreds med. Derfor hacker hun den lokale radio, og siger, at en askesky har lukket luftrummet, så de ikke kan komme afsted alligevel. |                            |                   |
| 14 | "På flugt"                 | 14. december 2014 |
| Agenterne har lokaliseret Sofie og Dixie, og er ved at tage Dixie til fange. Derfor gemmer Dixie og Sofie sig, så de kan få gyroen til at virke igen. Dixie og Sofie kommer tættere på hinanden, da det katastrofale omfang er ved at gå op for Sofie. Dixie vågner, da gyroen begynder at lyse igen. Imens Sofie stadig sover, sniger Dixie sig ud til ATV'en, fordi agenterne har fundet dem. Sofie vågner op og kommer ud, lige da Dixie har sat sig på ATV'en og er klar til at køre. |                            |                   |
| 15 | "Se dig aldrig tilbage"    | 15. december 2014 |
| Dixie er rejst til 2044 og har efterladt Sofie i 2014. Han vil spørge Sølvræven til råds. Der er bare et problem, Sølvræven sidder i fængsel i Tempus' hovedkvarter. Dixie får hjælp fra sin gamle ven Guldtand til at bryde ind. Sølvræven råder Dixie til ikke at rejse tilbage til Sofie, fordi han ikke mener, at kærlighed er noget at ofre alt for. Men Dixie får et råd fra Guldtand, om at kærligheden netop er værd at rejse tilbage for. |                            |                   |
| 16 | "Husarrest"                | 16. december 2014 |
| Dixie er vendt tilbage til 2014 og Sofie. Selvom Sofie føler sig svigtet af Dixie, tager hun imod hans tilbud om hjælp med at få hendes lillebror Birk tilbage. Sofies far sætter tyverialarmer på alle vinduer i huset, så Sofie ikke kan stikke af. Men Sofie og Dixie får hjælp af Sofies farfar til slippe ud, så de kan rejse tilbage til 1984. |                            |                   |
| 17 | "Dig & mig"                | 17. december 2014 |
| Sofie og Dixie er rejst tilbage til 1984 for at få den 13-årige Henrik til at spille musik igen, i et forsøg på at få Sofies lillebror Birk tilbage i 2014. De får Ragnar, som er kommet med i bandet som guitarist, til at melde sig ud igen ved at sladre til hans forældre. Ragnars forældre er medlem af en frikirke, som mener at popmusik er djævelskab. Derfor kommer Henrik med i bandet og spiller med til julekoncerten, hvor de synger hittet "Dig & Mig" (oprindeligt af gruppen Dieters Lieder). |                            |                   |
| 18 | "Stjernetegn"              | 18. december 2014 |
| Da Sofie og Dixie har fået Henrik til at spille musik igen, er turen kommet til at få Sofies mor, Camilla, til at tro på stjernetegn og astrologi igen. Sammen med Sofies 1984'er-udgave af farfaren laver Sofie og Dixie et falsk horoskop, som de vil få Camilla til at tro på. Planen kører dog af sporet. Camilla tror, at Sofie er deres skytsengel. Men Måneskin siger til Sofie, at hun ved, at Sofie er hendes barnebarn. |                            |                   |
| 19 | "Guds anden søn"           | 19. december 2014 |
| Sofies lillebror Birk er i 2014 tilbage, hvilket Sofie er meget glad for. Birk og Sofies forældre er skilt igen. Sofie og Dixie opdager snart, at byen er overtaget af Ragnar og hans kirke. Han har brugt den lokalhistoriske bog, han stjal fra Sofie i 1984, til at "forudsige" ting, der vil ske i de kommende år. Men da den lokalhistoriske bog er udgivet i 2014, vil han have fat i ATV'en, så han kan rejse frem og tilbage i tiden, og dermed lave flere profetier. Han forsøger at stjæle nøglen til ATV'en, men dette mislykkes. |                            |                   |
| 20 | "Ragnarok"                 | 20. december 2014 |
| Sofie, Dixie og hele Sofies familie lægger en plan for at vælte Ragnar. Han styrer og undertrykker nemlig hele byen med sine falske profetier og vil nu have skøderne på alle husene i byen. Da Ragnar har fået fat på gyroen og ATV'en, har de travlt, da Ragnar planlægger at overtage verden. Sofie, Dixie og Sofies familie snyder Ragnar til at indrømme over for byens befolkning, at han nyder magten og vil smide folk ud af deres huse. Derfor bliver byens befolkning oprørt, og vil have deres skøder og penge tilbage. Ragnar er tæt på at rejse væk på ATV'en, da han har fået fingre i nøglen, men han bliver stoppet, inden han når så langt. |                            |                   |
| 21 | "Jeg er ikke din søster"   | 21. december 2014 |
| Sofie og Dixie har fået ryddet op i fortiden, så Sofies forældre er stadig skilt, og Ragnar er i stedet kommet med i Henriks band. Det er tid til afsked, men det er svært for dem, da de har fået følelser for hinanden. Agenterne venter til Dixie forlader Sofie, og fanger ham. Agenterne kommer ikke alene, de har lederen fra det hemmelige politi, Tempus, med. Hun fortæller Sofie, at hun ser på sig selv - 30 år ældre. Sofie har svært ved at tilgive Dixie, at han vidste hvem hun var, og ikke har fortalt hende hvad hun vil gå hen og blive. Sofies farfar overbeviser hende om at hun selv kan bestemme hvem hun vil være, og at hun dermed kan ændre på fremtiden. |                            |                   |
| 22 | "Frit fald"                | 22. december 2014 |
| Sofie er kommet sig, oven på chokket over at vide hvem hun selv er i fremtiden. Hun beslutter hun sig for at befri Dixie. Hun får Dixies gamle gyro til at virke igen. Da agenterne har taget ATV'en med sig, skal de finde på noget andet til at få nok acceleration, til at kunne foretage et tidshop. Derfor beslutter Sofie sig for at springe i vandet fra taget af det gamle bådtårn på havnen. |                            |                   |
| 23 | "Fanget i fremtiden"       | 23. december 2014 |
| Sofie er rejst til 2044, for at befri Dixie fra Tempus. Hun sniger sig med Guldtands hjælp ind i Tempus' celleafsnit og befrier Dixie, hvilket agenterne opdager. Agenterne får fanget Sofie og Dixie, hvorefter Sofie bliver ført til Agent Sorts kontor. |                            |                   |
| 24 | "En ny tid"                | 24. december 2014 |
| Sofie er på Agent Sorts kontor samtidig med at Dixie er på vej til en sikret institution. Agent Sort vil have Sofie (og dermed sig selv) til at glemme alt om Dixie, så Agent Sort lokker Sofie i en hukommelsesscanner, for at ændre Sofies hukommelse. Sofie får Agent Sort til at indse, at det hun er mest bange for er at mærke kærligheden, og hun husker hvordan det var at være forelsket i Dixie. Derfor lader Agent Sort til sidst Sofie gå, så hun kan redde Dixie. Imens er Dixie sluppet væk fra Agent Grå og Agent Rød, hjulpet af Sølvræven, som Sofie fik sluppet fri fra Tempus. Dixie overbeviser Sofie om, at det er for farligt, hvis de bliver sammen, så Sofie rejser tilbage til 2014 alene. I 2014 holder Sofie jul sammen med sine forældre, Birk, farmor og farfar. I 2044 stjæler Dixie agenternes gyro og ødelægger den. Agenterne afslører da at det var deres sidste gyro. Dixie finder ATV'en, som Sofie har gemt i 2014, og rejser tilbage til 2014 og Sofie. Derefter destruerer de den sidste tilbageværende gyro, så den aldrig mere vil blive brugt. Herefter kysser Sofie og Dixie to gange og holder jul med Sofies familie. Afsnittet springer i tid til julen 2044, hvor Sofie og Dixie stadig er sammen som kærester, og har fået en datter (Liv i bogudgaven). Sofie har fortalt hele historien om, hvordan hun mødte datterens far og siger, at hele familien er på vej over til huset, for selv om mormor og morfar aldrig fandt sammen igen, holder hele familien stadig jul sammen hvert år. Ifølge bogudgaven flyttede Dixie ind i kælderen under farfar og farmors hus til at starte med, Henrik fandt sammen med Anna, og Camilla blev kærester med en mand gennem den netdating profil, Sofie havde lavet til hende. |                            |                   |